# Literatura udmurt
La literatura udmurt és la literatura feta en udmurt.
El filòleg estonià Ferdinand Johann Wiedemann (1805-1887) compondria el 1859 una Grammatik der wotjakischen Sprache, i el 1895 es compongué un diccionari udmurt-alemany. Això va propiciar el sorgiment de la primera generació literària udmurt, amb els poetes G. Vereshchagin (1851-1930) i G. Prokopiev (1873-1936). El Calendari en udmurt aparegué a Kazan del 1904 al 1909 amb la publicació del poema narratiu El fugitiu de Mikhail Mozhgin (1890-1929).
L'autor Kedra Mitrei (D. I. Korepanev 1892-1949) compongué en udmurt la novel·la Fill d'un segle trist (1911) i la tragèdia Eshterek (1915), alhora que apaerix la revista literària nacionalista Vil Sin (1914-1918), de caràcter panfinlandès.
Aleshores es desenvolupà la literatura en llengua nadiua, sobretot en poesia romàntica i realista de M. P. Prokopiev (1884-1919), D. A. Maiorov (1889-1923) i I. T. Diadiukov (1896-1955), la poetessa Ashal'chi Oli (L. K. Vekshina, 1898-1973), Kuzebai Gerd (1898-1937). També es creà el drama udmurt amb Els insurgents (1926) de P. M. Sokolov, sobre la revolta del 1906, i Nas'tok (1928) de M. N. Timashev (1905-1938), primer drama musical. Pel que fa a al novel·la, Kedra Mitrei va compondre La vella vila (1926) i D. P. Pinia (D. I. Bazherov, 1904-1938) El remolí negre (1927).
A partir dels anys 30 i 40 destacaren els autors A. S. Mironov (1905-1931), M. A. Konovalov (1905-1938) amb la novel·la Gaian (1936) sobre els udmurts amb Pugatxev, G. S. Medvedev (1904-1938) amb la trilogia Camp de Lodzia (1932-1936) i P. A. Blinov (1913-1942). Com a poetes, destacaren M. P. Petrov (1905-1955), I. G. Gavrilov (1912-1973), amb Grunia Tarasova (1938) i Primavera freda (1934) i P. M. Chainikov (1916-1954). La narrativa infantil tingué com a destacats F. G. Aleksandrov (1907-1941) amb Maksi (1936) i A. N. Klabukov (1904-?). La gran majoria d'ells foren assassinats durant les purgues estalinistes.
Durant la guerra destacaren autors com Filipp Kedrov (1909-1944), amb Natal (1942), primera òpera en udmurt, i la novel·la Katia (1940), Stepan Shirobokov (1912-?) i Kuzma Chainikov (1898-1941).
Després de la Guerra, i durant els anys 60 i 70 destacaren T. I. Shmakov (1910-1961), M. A. Liamin (1906) i Trofim Arkhinov (1908), director de Molot el 1956-1966; N. S. Baiteriakov (1923), G. S. Sabitov (1915), M. P. Pokchi-Petrov (1930-1959), D. A. Iaixin (1929) i el comediògraf V. E. Sadovnikov (1915-1975). Després, el més destacat fou Guennadi Krassílnikov (1928-1975), Oleksan Kabyshev (1962); A. G. Kolesnikova (1916-1967), S.A Samsonov (1931) i R. G. Vaklishin (1937). Posteriorment, també hi destacaren F. I. Vasiliev (1934), A. E. Belogonov (1932), P. K. Pozdejev (1931), G. A. Khodyrev (1932), A. N. Uvarov (1936), K. E. Lomagin (1933), V. V. Romanov (1934) i A. K. Leontiev (1944).